# 马切罗剧场
马切罗剧场（拉丁語：Theatrum Marcelli）是意大利罗马的一座露天剧院，建于罗马共和国的最后几年。当地人和游客在剧院观看戏剧和歌曲演出。今天这座古建筑 位于罗马的圣天使区, 再次成为该市的一处热门旅游景点。它是以皇帝奥古斯都的侄子马库斯·马切罗命名，马切罗在剧场完成前五年死去。凯撒清理出剧场的空间，他在开工前遭到谋杀。它完成于公元前13年，由奥古斯都在公元前12年正式揭幕。
该剧院直径为111米，原可容纳11,000名观众。它主要用凝灰岩建造，底层使用多立克柱式，中层使用爱奥尼亚柱式，顶层座位和柱子已经在中世纪重建时移走，据认为采用了科林斯柱式，但并不确定。

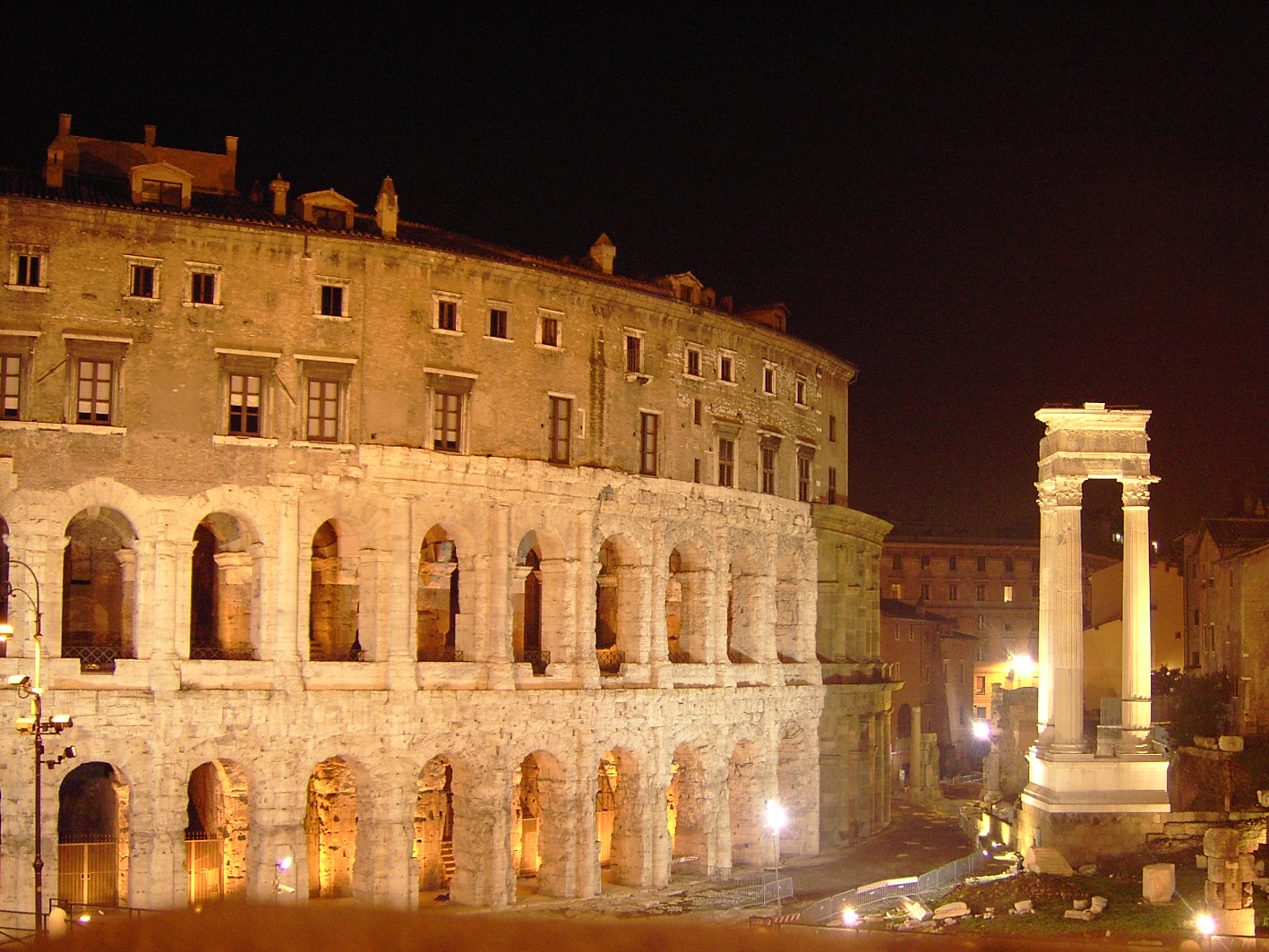
夜景

在17世纪，著名的英国建筑师克里斯多佛·雷恩爵士明确承认，他设计的牛津Sheldonian Theatre受到了马切罗剧场的影响。